# James Pearce Jr.
James Cecil Pearce Jr. (* 12. Oktober 2003 in Charlotte, North Carolina) ist ein American-Football-Spieler auf der Position des Outside Linebackers. Seit 2025 spielt er bei den Atlanta Falcons in der National Football League (NFL).

## Frühe Jahre
Pearce ging in seiner Geburtsstadt Charlotte auf die Highschool. Später besuchte er die University of Tennessee, wo er für das Collegefootballteam in seinem ersten Jahr fünf Tackles und zwei Sacks erzielen konnte. 2023 erzielte er 28 Tackles und zehn Sacks. In seinem letzten Jahr vor dem NFL-Draft gelangen ihm 38 Tackles und 7,5 Sacks.

## NFL
Pearce Jr. wurde im NFL Draft 2025 in der ersten Runde an 26. Stelle von den Atlanta Falcons ausgewählt. Eigentlich stand der Pick den Los Angeles Rams zu, aber die Falcons tradeten am Draftabend nach oben um Pearce zu bekommen.